# Lạc tiên bốn cạnh
Lạc tiên bốn cạnh, (danh pháp khoa học Passiflora quadrangularis) là một loài thực vật có hoa trong họ Lạc tiên. Loài này được L. mô tả khoa học đầu tiên năm 1759. Lạc tiên bốn cạnh là loài dây leo thân thảo có tua cuốn. Lá đơn mọc cách, phiến lá gần hình tim hoặc hình trứng có đầu lá tù có mấu nhọn, đuôi là gần tim. Cuống là có 4-6 tuyến nổi hình chậu. Tua cuốn nằm ở nách lá. Hoa có mùi thơm, nhiều nhị, màu sặc sỡ. Quả hình bầu dục hoặc hơi trụ.
Quả được dùng làm nước ép giải khát tương tự như các loài chanh dây khác. Lá có thể dùng làm trà và một số nơi dùng trong quá trình điều trị bệnh cáo huyết áp và tiểu đường.